# FIFA 06
FIFA 06 (także FIFA Soccer 06 i FIFA Football 06) – gra komputerowa wyprodukowana przez kanadyjskie studio EA Sports i wydana przez Electronic Arts 30 września 2005. Dostępne są wersje PlayStation 2, Xbox, GameCube, PC DVD, PlayStation Portable, Game Boy Advance, Nintendo DS.
Jest to 13. gra z serii FIFA i 1. z polskim komentarzem. W tej grze, po raz pierwszy w serii gier FIFA gracze mogli pokierować zespołami z polskiej IDEA Ekstraklasy (4 drużyny nielicencjonowane - Cracovia, BOT GKS Bełchatów, Groclin Dyskobolia Grodzisk Wlkp. oraz Korona Kielce).
Do promocji gry użyczyli swoich wizerunków Ronaldinho, Wayne Rooney, Jared Borgetti i Omar Bravo.
W polskiej wersji językowej swojego głosu użyczyli do komentarzu Dariusz Szpakowski i Włodzimierz Szaranowicz. Oryginalna wersja posiada komentarz w wykonaniu Clive'a Tyldesleya i Andy’ego Graya

## Możliwości

### Tryby gry

#### Mecz towarzyski
Rozegranie meczu towarzyskiego pomiędzy dwoma dowolnymi drużynami. Pozwala także na spotkanie reprezentacji z klubem oraz dwóch identycznych drużyn przeciwko sobie.

#### Tryb menedżerski
Symulacja 15 sezonów kariery managera piłkarskiego. Pozwala od razu rozpocząć zarządzanie wszystkimi klubami z całego świata, w przeciwieństwie do poprzedniej części (najlepsze odblokowuje się w sklepiku fana). Gracze mają możliwość:
- wyboru sponsora
- wykonywania transferów z drużyny i do drużyny
- poszukiwania młodych talentów
- zwiększania kwalifikacji asystentów
- edycji składu
- wyboru ceny biletów na mecze na własnym stadionie
- przeglądania statystyk związanych z turniejami, w których uczestniczą

Podczas rozgrywki pojawiają się trzy wskaźniki: zgranie zespołu, zaufanie kibiców, bezpieczeństwo posady. Aby utrzymywać wysoki poziom każdego można oprócz osiągania dobrych wyników sportowych m.in. rozmawiać z prasą i asystentami oraz utrzymywać wysokie morale i małe zmęczenie zawodników.

#### Tryb turnieju
Tryb pozwala na wybranie dowolnego turnieju klubowego. Na liście znajduje się wiele lig i pucharów z 19 państw oraz dwa turnieje międzynarodowe: Copa Libertadores i Klubowe Mistrzostwa Świata. Istnieje także możliwość utworzenia własnego turnieju. Podczas rozgrywania turnieju w tym trybie nie jest obliczane zmęczenie pomeczowe oraz morale.

#### Tryb treningu
Trening daje możliwość rozegrania sparingu między dwiema wybranymi drużynami. W razie potrzeby gracz może zmniejszyć liczbę zawodników przeciwnika lub zawodników własnej drużyny. Istnieje także opcja treningu stałych fragmentów gry wykonywanych z określonego wcześniej przez gracza miejsca. Trening służy jedynie do zwiększania swoich umiejętności w grze – statystyki zawodników nie ulegają zmianie.

### Zarządzanie drużynami

#### Kreator zawodników
Kreator pozwala na utworzenie własnego zawodnika i umieszczenie go w dowolnej drużynie. Podczas tworzenia ustalamy m.in. wygląd (za pomocą zaawansowanego edytora) czy umiejętności gracza. Można również edytować dane o istniejących już piłkarzach.

#### Skład
Istnieją następujące możliwości edycji składu:
- ustalanie pierwszych "jedenastek" i grupy zawodników na ławce rezerwowych dla każdej drużyny
- wybór kapitana oraz wykonawców stałych fragmentów
- zmiana numerów na koszulkach
- transfery zawodników między klubami
- powołania do kadr narodowych

### Dodatki

#### Filmy
- wywiad z Samuelem Eto’o
- retrospektywa gier FIFA (patrz FIFA (seria gier komputerowych))
- 10 nagrań najładniejszych bramek ostatnich sezonów lig francuskiej i angielskiej
- Powtórki z sezonu 2004-05 lig:
  - angielskiej
  - francuskiej
  - niemieckiej
  - włoskiej

#### Inne
- szafa grająca – menu odsłuchu ścieżki dźwiękowej
- wyzwania – lista zadań, po których wykonaniu otrzymuje się punkty. Dostępnych jest około 100 różnych wyzwań różnie punktowanych
- sklepik fana – miejsce wymiany punktów na dodatki
- profile nie grających już zawodników (m.in. Zbigniew Boniek)

## Ścieżka dźwiękowa
Piosenki tworzące soundtrack FIFA 06 zostały przed umieszczeniem w grze ocenzurowane, by sprostać wymaganiom PEGI. Poza poniższymi utworami w grze nagranych jest wiele archiwalnych komentarzy bramek.
| - 3D Voz – "Fiesta" - AK4711 – "Rock" - Athena – "Tam Zamani Simdi" - Bloc Party – "Helicopter" - Blues Brother Castro – "Flirt" - boTECOeletro – "Coco Nutz Mass" - BOY – "Same Old Song" - Carlinhos Brown & DJ Dero – "Nabika" - Damian Marley – "Welcome To Jamrock" - Dogs – "London Bridge" - Doves – "Black and White Town" - Duels – "Potential Futures" - Embrace – "Ashes" - Hard-Fi – "Gotta Reason" - Jamiroquai – "Feels Just Like it Should" - Kaos – "Now and Forever" - Kinky – "Coqueta" - K'naan – "Soobax" - KYO – "Contact" - LCD Soundsystem – "Daft Punk Is Playing At My House" | - Linea 77 – "Inno All'Odio" - Mando Diao – "God Knows" - maNga – "Bir Kadin Cizeceksin" - Marcelinho da Lua – "Tranqüilo" - Nine Black Alps – "Cosmopolitan" - Oasis – "Lyla" - Röyksopp – "Follow My Ruin" - Selasee – "Run" - SoShy – "The Way I" - Subsonica – "Corpo a Corpo" - Teddybears STHLM – "Cobrastyle" - The Departure – "Be My Enemy" - The Film – "Can You Touch Me" - The Gift – "11.33" - The Gipsys – "La Discoteca" - The Rakes – "Strasbourg" - Vitalic – "My Friend Dario" - Yerba Buena – "Cityzen Citysoy" |

## Ligi
W grze odwzorowanych jest 26 lig z 19 krajów. Dodatkowo istnieją 3 ligi: "Reszta Świata" (zbiór wybranych drużyn świata, które nie występują w żadnej z odwzorowanych lig), "Liga Światowa" (zawiera 2 nieistniejące drużyny gwiazd – historyczna i współczesna) oraz "Reprezentacje" (zbiór reprezentacji narodowych). Składy drużyn oraz lig są aktualne na 24 września 2005.